# Acanthoclita pectinata
Acanthoclita pectinata is een vlinder van de familie van de bladrollers (Tortricidae), van de onderfamilie van de Olethreutinae. De wetenschappelijke naam van deze soort is voor het eerst voorgesteld als Mesotes pectinata door Alexey Diakonoff in een publicatie uit 1988.
De soort komt voor in Nigeria en Madagaskar.